# Parc Eduardo VII
Le parc Eduardo VII (en portugais Parque Eduardo VII) est un parc public à Lisbonne, au Portugal. Il est situé au centre de la ville, au nord de l'Avenida da Liberdade et de la Place du Marquis de Pombal, et s'étend sur 26 hectares. Son nom rend hommage à Édouard VII du Royaume-Uni, qui a visité le Portugal en 1902 dans le but de renforcer les relations entre les deux pays.
Le pavillon Carlos Lopes, ancien pavillon portugais de l'Exposition internationale de Rio de Janeiro de 1922, et l'Estufa Fria, un jardin de serre de 1,5 hectare, sont situés dans le parc. Le plus grand drapeau portugais du monde flotte généralement à l'extrémité nord du parc.
La Foire du livre de Lisbonne s'y tient chaque année.

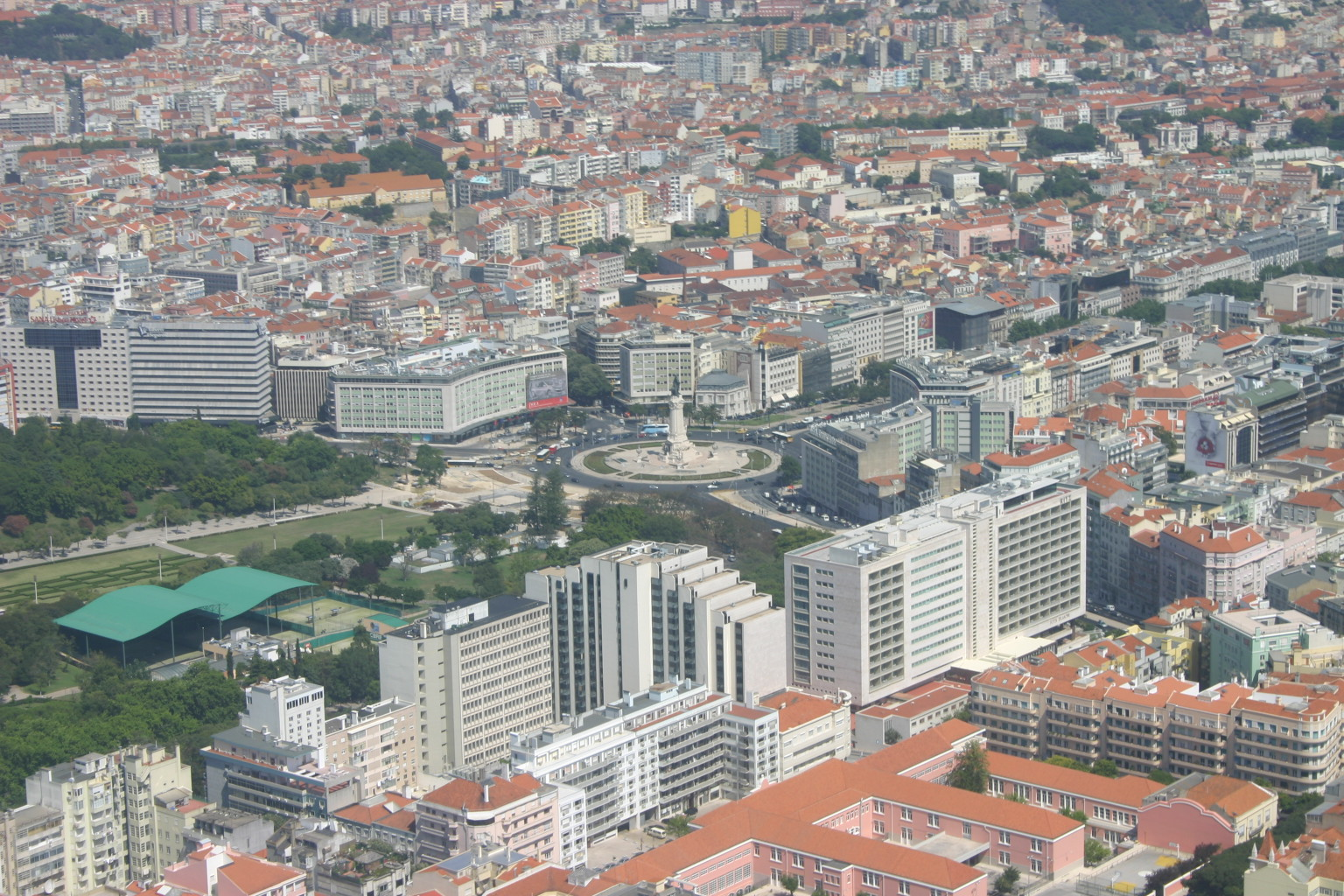
Vue de la Place du Marquis de Pombal et du Parc Eduardo VII.
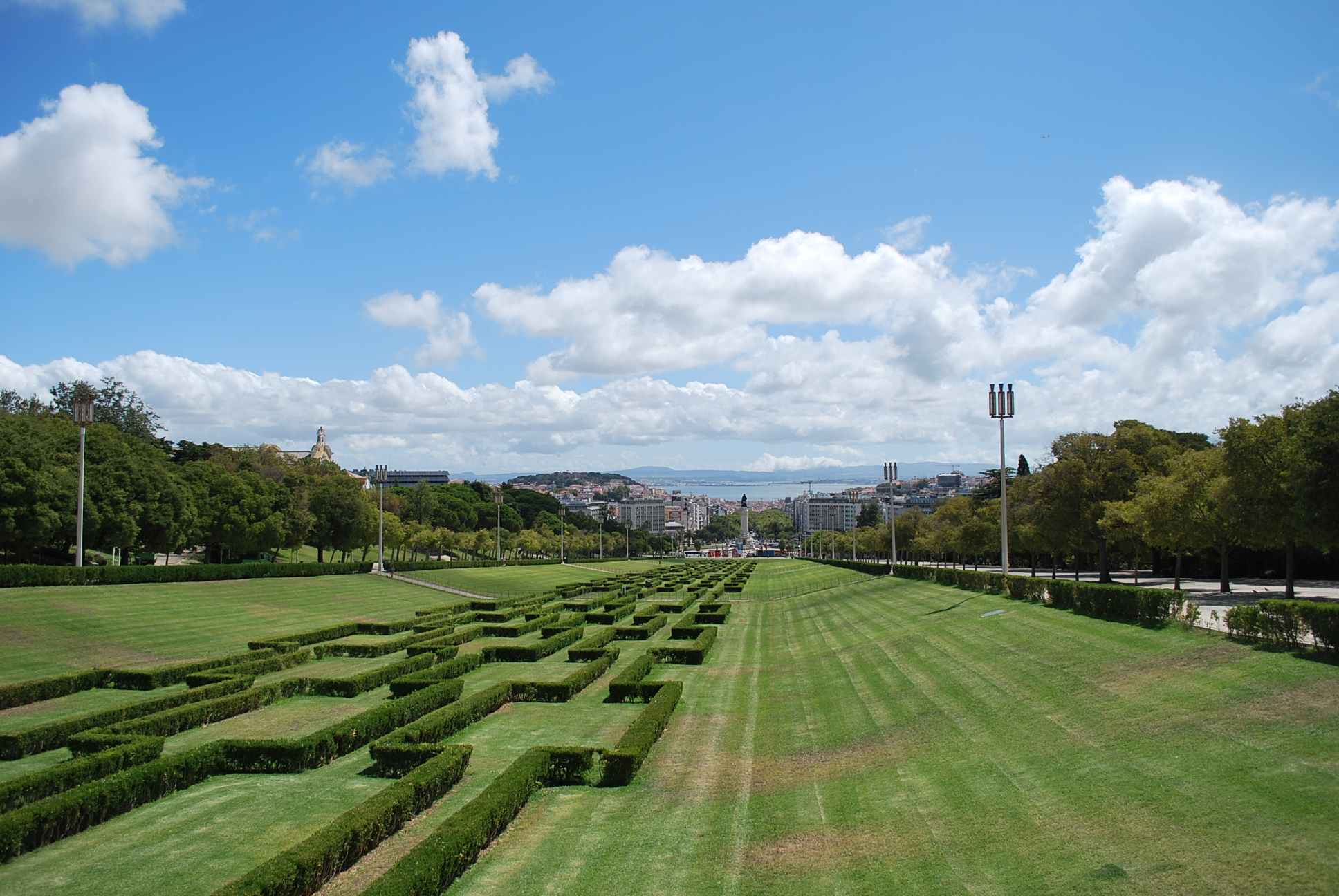
Vue du Parc Eduardo VII et de Lisbonne depuis l'Alameda Cardeal Cerejeira